# Пасічник Митрофан Васильович
Митрофа́н Васи́льович Па́січник (17 червня 1912, Жирківка — 8 листопада 1996) — український фізик, академік АН УРСР (1961). Директор Інституту фізики АН УРСР (1950—1965) та Інституту ядерних досліджень АН УРСР (1970—1973).

## Біографія
Народився в селі Жирківка (нині Полтавська область). Закінчив Полтавський інститут соціального виховання (1931).

Могила Митрофана Пасічника, Байкове кладовище

У 1932—1940 і 1946—1970 працював в Інституті фізики АН УРСР (у 1950—1965 — директор). З 1970 працював в Інституті ядерних досліджень АН УРСР (у 1970—1973 — директор). У 1947—1960 — також завідувач кафедри ядерної фізики Київського університету.
Помер на 85-му році життя 8 листопада 1996 року. Похований разом з родиною на Байковому кладовищі (ділянка № 49а, 50°24′59.70″ пн. ш. 30°30′4.80″ сх. д. / 50.4165833° пн. ш. 30.5013333° сх. д.).

## Наукова робота
Роботи присвячені ядерній фізиці, фізиці реакторів, металофізики, історії та методології фізики. Вивчав структуру сплавів і захисних шарів методами електронографії, взаємодію нуклонів низьких і середніх енергій з атомними ядрами.
Здійснив комплекс досліджень взаємодії швидких і повільних нейтронів з ядрами, пов'язаний зі створенням реакторів на швидких нейтронах, отримав дані, що свідчать про існування ізотоп-спінових і оболонкових ефектів в сферичних і деформованих ядрах. Спільно з іншими відкрив у пружному розсіянні протонів ізотопічні ефекти. Виконав цикл робіт з визначення нейтронних констант та радіаційної стійкості основних конструкційних матеріалів ядерних реакторів.

## Вшанування пам'яті
У місті Полтава одну з вулиць нового 57-го мікрорайону (Лазурний) назвали на честь Академіка Пасічника.